# La Chapèla d'Anhon
La Chapelle-Agnon és un municipi francès situat al departament del Puèi Domat i a la regió d'Alvèrnia-Roine-Alps. L'any 2007 tenia 393 habitants.

## Demografia

### Població
El 2007 la població de fet de La Chapelle-Agnon era de 393 persones. Hi havia 184 famílies de les quals 68 eren unipersonals (32 homes vivint sols i 36 dones vivint soles), 60 parelles sense fills, 44 parelles amb fills i 12 famílies monoparentals amb fills.
La població ha evolucionat segons el següent gràfic:
Habitants censats

### Habitatges
El 2007 hi havia 403 habitatges, 184 eren l'habitatge principal de la família, 145 eren segones residències i 74 estaven desocupats. 395 eren cases i 8 eren apartaments. Dels 184 habitatges principals, 163 estaven ocupats pels seus propietaris, 12 estaven llogats i ocupats pels llogaters i 9 estaven cedits a títol gratuït; 9 tenien dues cambres, 25 en tenien tres, 48 en tenien quatre i 102 en tenien cinc o més. 154 habitatges disposaven pel capbaix d'una plaça de pàrquing. A 83 habitatges hi havia un automòbil i a 76 n'hi havia dos o més.

### Piràmide de població
La piràmide de població per edats i sexe el 2009 era:
| Homes | Edats   | Dones |
| ----- | ------- | ----- |
| 0     | 95 o +  | 0     |
| 4     | 90 a 94 | 4     |
| 4     | 85 a 89 | 4     |
| 0     | 80 a 84 | 8     |
| 12    | 75 a 79 | 12    |
| 20    | 70 a 74 | 32    |
| 20    | 65 a 69 | 16    |
| 8     | 60 a 64 | 8     |
| 20    | 55 a 59 | 4     |
| 20    | 50 a 54 | 12    |
| 16    | 45 a 49 | 4     |
| 12    | 40 a 44 | 4     |
| 12    | 35 a 39 | 8     |
| 8     | 30 a 34 | 12    |
| 12    | 25 a 29 | 12    |
| 12    | 20 a 24 | 12    |
| 16    | 15 a 19 | 12    |
| 4     | 10 a 14 | 4     |
| 8     | 5 a 9   | 12    |
| 0     | 0 a 4   | 12    |

## Economia
El 2007 la població en edat de treballar era de 224 persones, 171 eren actives i 53 eren inactives. De les 171 persones actives 155 estaven ocupades (91 homes i 64 dones) i 16 estaven aturades (7 homes i 9 dones). De les 53 persones inactives 27 estaven jubilades, 12 estaven estudiant i 14 estaven classificades com a «altres inactius».

### Ingressos
El 2009 a La Chapelle-Agnon hi havia 182 unitats fiscals que integraven 383 persones, la mediana anual d'ingressos fiscals per persona era de 15.315 €.

### Activitats econòmiques
Dels 24 establiments que hi havia el 2007, 2 eren d'empreses extractives, 2 d'empreses de fabricació d'altres productes industrials, 3 d'empreses de construcció, 3 d'empreses de comerç i reparació d'automòbils, 2 d'empreses de transport, 2 d'empreses d'hostatgeria i restauració, 1 d'una empresa d'informació i comunicació, 1 d'una empresa financera, 2 d'empreses immobiliàries, 5 d'empreses de serveis i 1 d'una entitat de l'administració pública.
Dels 5 establiments de servei als particulars que hi havia el 2009, 1 era una oficina de correu, 1 taller de reparació d'automòbils i de material agrícola, 1 paleta, 1 empresa de construcció i 1 restaurant.
L'any 2000 a La Chapelle-Agnon hi havia 37 explotacions agrícoles que ocupaven un total de 848 hectàrees.

## Equipaments sanitaris i escolars
El 2009 hi havia una escola elemental.

## Poblacions més properes
El següent diagrama mostra les poblacions més properes.